# Landbouwkrediet-Tönissteiner/2008
Deze pagina geeft een overzicht van de Landbouwkrediet-Tönissteiner-wielerploeg in 2008.

## Algemene gegevens
Sponsor: Landbouwkrediet, Tönissteiner
Algemeen manager: Gérard Bulens
Ploegleiders: Marco Saligari, Claude Vancoillie, Gino Verhasselt & Jef De Bilde
Fietsen: Colnago
Onderdelen: Campagnolo

## Lijst van renners
| Naam                       | Geboortedatum | Nationaliteit       | Ploeg 2007                |
| -------------------------- | ------------- | ------------------- | ------------------------- |
| Frédéric Amorison          | 16-02-1978    | België              |                           |
| Dirk Bellemakers           | 19-01-1984    | Nederland           |                           |
| David Boucher              | 17-03-1980    | Frankrijk           |                           |
| Andy Cappelle              | 30-04-1979    | België              |                           |
| Edward Clancy              | 12-03-1985    | Verenigd Koninkrijk |                           |
| Bert De Waele              | 21-07-1975    | België              |                           |
| Sébastien Delfosse         | 29-11-1982    | België              |                           |
| Benjamin Gourgue           | 09-03-1986    | België              | Geen ploeg                |
| Steven Kleynen             | 22-12-1977    | België              |                           |
| Jan Kuyckx                 | 20-05-1979    | België              |                           |
| Paul Manning               | 06-11-1974    | Verenigd Koninkrijk |                           |
| Filip Meirhaeghe           | 05-03-1971    | België              |                           |
| Kevin Neirynck             | 16-11-1982    | België              |                           |
| Sven Nys                   | 17-06-1976    | België              | Rabobank Continental Team |
| Rob Peeters                | 02-07-1985    | België              |                           |
| Bert Scheirlinckx          | 01-11-1974    | België              |                           |
| Nico Sijmens               | 01-04-1978    | België              |                           |
| Ian Stannard               | 25-05-1987    | Verenigd Koninkrijk | T-Mobile Team             |
| Tom Steels                 | 02-09-1971    | België              | Predictor-Lotto           |
| Wouter Van Mechelen        | 08-04-1981    | België              |                           |
|                            |               |                     |                           |
| Dieter Cappelle (stagiair) | 24-09-1983    | België              |                           |
| Bjorn Coomans (stagiair)   | 02-08-1985    | België              |                           |
| Jelle Hanseeuw (stagiair)  | 02-11-1983    | België              |                           |

## Belangrijke overwinningen
| Ster van Bessèges 1e etappe: Jan Kuyckx Dwars door het Hageland Winnaar: Bert Scheirlinckx Wereldkampioenschappen baanwielrennen Ploegenachtervolging: Edward Clancy, Paul Manning Ronde van Antwerpen 1e etappe: Bjorn Coomans Olympische Zomerspelen Ploegenachtervolging: Edward Clancy, Paul Manning Stadsprijs Geraardsbergen Winnaar: Dirk Bellemakers |

1992 · 1993 · 1994 · 1995 · 1996 · 1997 · 1998 · 1999 · 2000 · 2001 · 2002 · 2003 · 2004 · 2005 · 2006 · 2007 · 2008 · 2009 · 2010 · 2011 · 2012 · 2013 · 2014